# Преображеновка (Еврейская автономная область)
Преображе́новка — село в Ленинском районе Еврейской автономной области, входит в Биджанское сельское поселение.

## География
Село Преображеновка стоит на правом берегу реки Биджан.
Село Преображеновка расположено в 12 км к северу от административного центра сельского поселения села Биджан. В 80 км от райцентра.
На север от села Преображеновка идёт дорога к селу Новотроицкое.

## История
Основано в 1908 году на берегах рек Биджан и Буркали переселенцами. Село Преображеновка, бывшее Буркали, пополнялось за счёт переселенцев, но медленно, поскольку располагалось изначально в отдалённом месте.
В таблицах переписи населения 1910 года Преображеновка обозначена как хутор и проживало здесь 320 человек, которые занимались земледелием и охотой.

## Население
| 1917 | 1924 | 1992 | 2002 | 2010 |
| ---- | ---- | ---- | ---- | ---- |
| 170  | ↘161 | ↗625 | ↘418 | ↘343 |

## Инфраструктура
- Сельскохозяйственные предприятия Ленинского района.

В селе имеется: отделение связи, фельдшерско-акушерский пункт, библиотека, Дом культуры, магазины, школа. Крестьянско-фермерское предприятие «Преображеновское» Н. Н. Подлесного занимается растениеводством и животноводством.

## Памятники
В 2000 году в селе установлен символический памятник воинам-землякам, погибшим в годы Великой Отечественной войны.